# Liste d'anarchistes canadiens
Cette liste d’anarchistes canadiens est non exhaustive, et regroupe les principaux penseurs et acteurs canadiens du mouvement anarchiste.
L'anarchisme est présent au Canada à travers de nombreux groupes et individues issue des divers courants du mouvement libertaire. Principalement le communiste libertaire, l'écologie libertaire, l'anarcho-syndicalisme, l'anarchisme individualiste et l'anarchisme insurrectionnaliste.

## Personnalités
- Anarchopanda
- Ann Hansen
- Bruno Massé
- Darren Thurston (en)
- Dimitrios Roussopoulos
- Francis Dupuis-Déri
- Jaggi Singh
- Juliet Caroline Belmas (en)
- L. Susan Brown
- Robert Graham
- Wendy McElroy
- Gord Hill alias Zig Zag[1],[2]

### Artistes
- Claude Gauvreau, poète automatiste québécois
- Paul-Émile Borduas, artiste automatiste québécois
- Marcelle Ferron, artiste automatiste québécois
- Norman Nawrocki (en)
- Rhythm Activism, Groupe de musique de Montréal

### Écrivain(e)s
- George Woodcock
- Anne Archet, écrivaine anarchiste québécoise
- Mark Leier (en)
- Normand Baillargeon, Philosophe et écrivain anarchiste québécois
- Taiaiake Alfred, a développé l'anarcho-indigénisme dans Wasáse
- Micheline de Sève est l'auteure de Pour un féminisme libertaire, Éditions du Boréal, 1985, 154 p.,  (ISBN 9782890521421), (OCLC 20056496), notice éditeur.